# Dmitri Kondratiev
Pour les articles homonymes, voir Kondratiev.
Dmitri Iourievitch Kondratiev (en russe : Дмитрий Юрьевич Кондратьев) est un cosmonaute russe, né le 25 mai 1969 à Irkoutsk.

## Biographie

### Sélection
Dmitri Kondratiev est sélectionné cosmonaute en 1997 dans le groupe TsPK 12. Ce pilote termine son entraînement de base deux ans plus tard.

### Mission
Il est désigné comme ingénieur de vol à bord de la station spatiale internationale pour l'Expédition 26 et l'Expédition 27, et décolle à bord du Soyouz TMA-20 le 15 décembre 2010. Il effectue deux sorties extravéhiculaire (EVA) au cours de cette mission. Il est de retour sur Terre le 24 mai 2011 au Kazakhstan à bord de la même capsule.

### Retraite
Dmitri Kondratyev a pris sa retraite de cosmonaute et de pilote militaire russe en 2012.

## Galerie

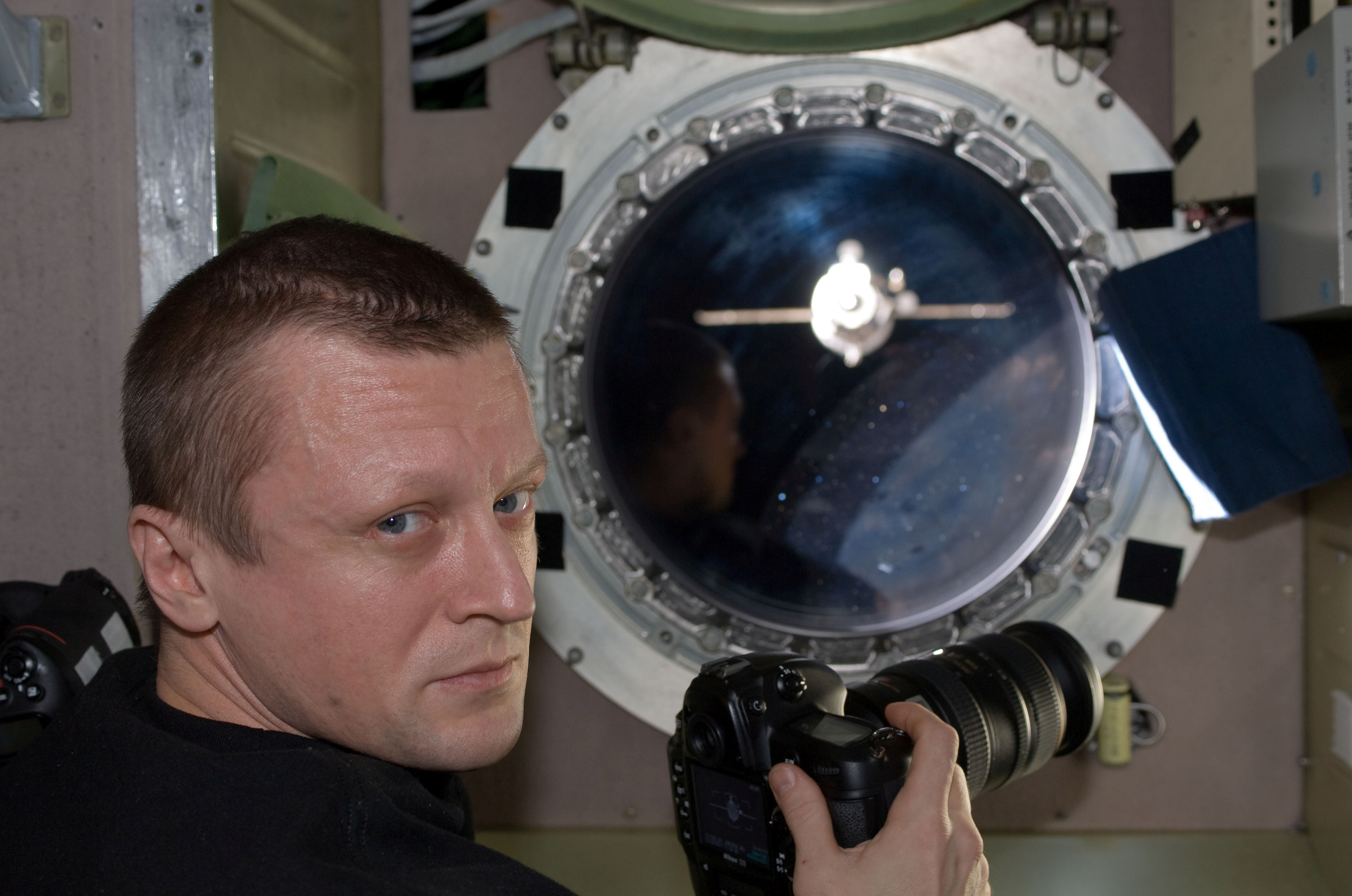
Kondratyev photographie le cargo russe Progress M-09M depuis le module Zvezda de l'ISS
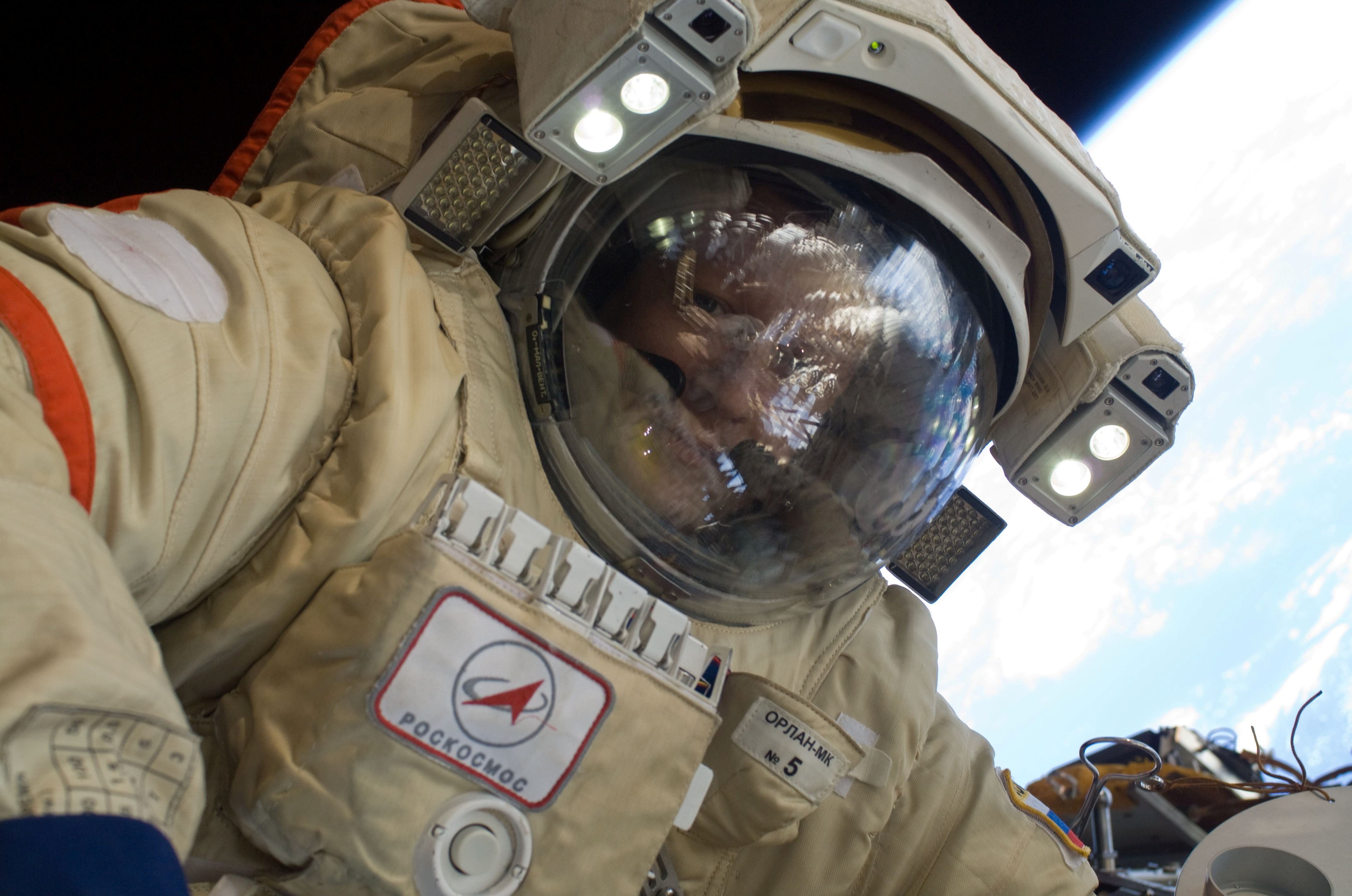
Kondratyev pendant sa première EVA.
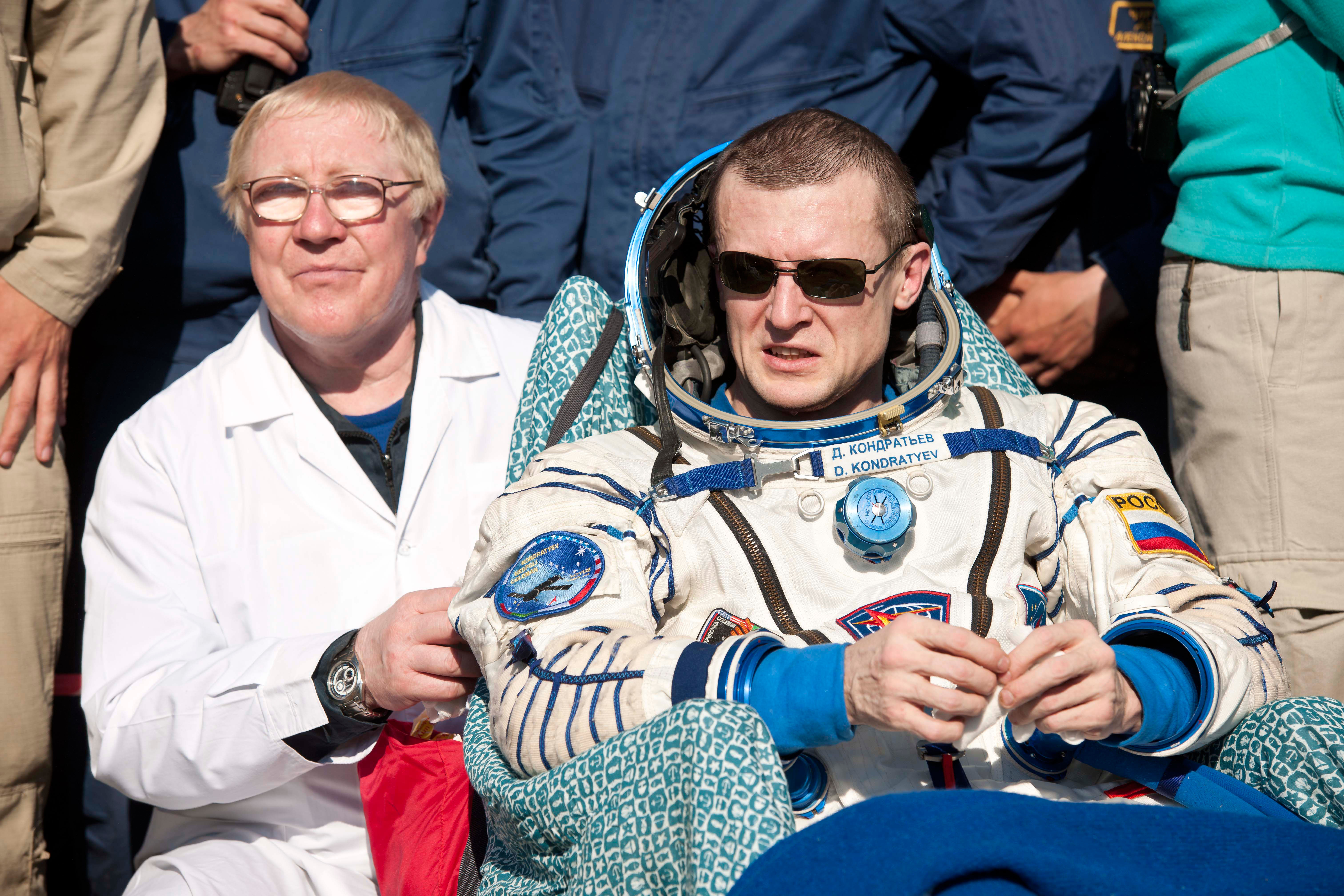
Kondratyev après l'atterrissage de son vaisseau en 2011 dans les plaines du Kazakhstan.